# L'Enlèvement des Sabines (film, 1910)
Pour les articles homonymes, voir Enlèvement des Sabines (homonymie).
Pour plus de détails, voir Fiche technique et Distribution.
L'Enlèvement des Sabines (titre original : Il ratto delle Sabine) est un film italien réalisé par Ugo Falena, sorti en 1910.
Ce film muet en noir et blanc est l'adaptation cinématographique d'un épisode de la mythologie romaine relaté par Tite-Live, l'enlèvement des femmes sabines par les Romains.

## Synopsis
Dans le Latium, au VIIIe siècle av. J.-C. Rome, la nouvelle cité fondée par Romulus, manque de femmes. Romulus enlève Hersilie, fille du roi Acron, et ses compagnons s'emparent d'autres femmes sabines. Les Sabins attaquent Rome et investissent le Capitole par surprise ; les adversaires s'apprêtent à s'entretuer mais les Sabines se jettent entre leurs frères et leurs nouveaux époux, imposant la réconciliation générale.

## Fiche technique
- Titre original : Il ratto delle Sabine
- Réalisation : Ugo Falena
- Société de production : Film d'Arte Italiana
- Société de distribution : Film d'Arte Italiana (Italie) ; Pathé Frères (France)
- Pays d'origine :  Royaume d'Italie
- Langue : italien
- Format : Noir et blanc – 1,33:1 – 35 mm – Muet
- Genre : film historique
- Longueur de pellicule : 395 m
- Durée : 17 minutes
- Année : 1910
- Dates de sortie :
  -  Royaume d'Italie : 1910
  -  Royaume-Uni : février 1910
  -  Empire allemand : 12 mars 1910
  -  États-Unis : 20 juin 1910
- Autres titres connus :
  -  Royaume-Uni : The Rape of the Sabines
  -  Empire allemand : Raub der Sabinerinnen
  -  États-Unis : Reconciliation of Foes
  -  Pays-Bas : Sabijnse maagdenroof

## Distribution
- Ciro Galvani : Romulus (Romolo)
- Gastone Monaldi (it) : Titus Tatius (Tito Tazio)
- Clotilde De Maria : Hersilie (Ersilia)
- Carlo Duse : Acron (Acrone)
- Anna Pasquinelli : Tarpeia (Tarpea)